# Eliška Junková
Eliska Junkova, född Alzbeta Pospilisova den 6 november 1900, död 5 januari 1994, var en tjeckisk racerbilförare. Hon betraktas som en av de främsta kvinnliga racerbilförarna i Grand Prix-tävlingarnas historia och hon var den första kvinnan att vinna en Grand Prix-tävling.
Inledningsvis var Junkova en medföljande mekaniker som assisterade sin make, Vincence "Cenek" Junek. Efter att han skadat sin hand i kriget fick hon en chans att köra och 1923 körde hon sin första professionella tävling. Efter flera tävlingar var Junkova 1926 tillräckligt bra för att tävla runt om i Europa mot dåtidens bästa manliga racerförare. Junkova körde en Bugatti typ 30 och senare en Bugatti typ 35B.
1928 tävlade Junkova tillsammans med sin man i German Grand Prix. När det blev makens tur körde han av banan och dog omedelbart i kraschen. Olyckan fick Junkova att ge upp tävlandet och därefter körde hon endast för att resa. Ettore Bugatti gav henne en ny bil för detta syfte, en Ceylon.
Junkova fann kärleken igen och gifte om sig strax efter andra världskriget. Efter den kommunistiska kuppen i Tjeckoslovakien förbjöds hon emellertid att fortsätta sina utlandsresor. Hon glömdes bort av motorsporten, men efter murens fall fick hon återupprättelse och 1989, 89 år gammal, deltog hon som hedersgäst i en återförening för Bugatti-förare i USA. 
Under sitt liv levde Junkova under många år i en lägenhet i det palats som nu är den svenska ambassaden i Prag. Ett plakat på ambassadens fasad berättar om hennes liv.
Junkova avled i Prag 5 januari 1994, 93 år gammal.